# Very Dance
«Very Dance» — четвёртый студийный альбом российской поп-группы «Винтаж». Впервые пластинка появилась в продаже в цифровом формате в интернет-магазине iTunes 7 февраля 2013 года. 12 апреля 2013 года альбом был выпущен на компакт-дисках студией «Союз», по исключительной лицензии Velvet Music. Альбом достиг 10 позиции в Российском iTunes.

## Предыстория
В сентябре-октябре 2011 года группа выпустила свой третий студийный альбом «Анечка», который был неоднозначно воспринят музыкальными критиками и попал на 24 строчку российского чарта продаж альбомов. Из альбома было выпущено несколько успешных синглов, в том числе «Роман», «Мама-Америка» и «Деревья», которые попали в топ-20 радиочартов портала Tophit и в топ-10 чарта продаж цифровых треков России. Успех новой студийной работы коллектива позволил им получить несколько музыкальных премий, в том числе они были признаны группой года на премии ZD Awards 2011, а также получили четыре номинации на премии Муз-ТВ 2012, получив награду «Лучшая поп-группа». На премии RU.TV 2012 «Винтаж» были представлены в трёх номинациях — «Лучшая группа», «Лучший танцевальный трек» и «Лучший видеоклип», — и одержали победу в номинации «Лучший видеоклип» за песню «Деревья».
17 января 2012 года группа выпустила новый сингл «Москва», записанный с DJ Smash. По словам Анны Плетнёвой, сотрудничество с DJ Smash началось после того, как её клон в Twitter договорился о выпуске совместного трека: «Мне звонит Smash, говорит: „Ну чего, когда все будет-то? <…> Мы же все уже записываем песню, мы же уже договорились“. Вот, пришлось писать песню». Дуэт стал первой представленной работой из нового проекта группы, под названием Very Dance. Алексей Романоф рассказывал, что не собирается писать собственных песен для этого альбома; в него войдут композиции приглашённых диджеев и других молодых авторов. «Можно назвать это экспериментом, можно — заигрыванием с клубной публикой. Я даже не буду спорить с таким определением. Не секрет, что большинство концертов сейчас корпоративные, но мы надеемся, что с этим проектом станем ближе к народу, хотя бы к клабберам», — говорил музыкант. Помимо представленной песни, были заявлены дуэты с Ромой Кенга и DJ Groove. Основной идеей нового альбома стала возможность записать новые песни, когда «артист пишет песню, а диджей воплощает своё музыкальное видение этой песни». Романоф позже говорил, что идея записи альбома с диджеями была очевидной и его удивило, что никто не догадался создать такой проект раньше. По его словам, «Винтаж» следовали за мировыми тенденциями, так как ранее подобные эксперименты уже делали Мадонна и Рианна.

## Продвижение и релиз
В мае 2012 года Алексей Романоф дал интервью порталу «Звуки.Ру», в котором рассказал о предстоящем релизе. По его словам материал альбома уже был записан и его можно было выпустить и на тот момент, но группа предпочла стратегию выпуска новых синглов: «…люди куда охотней покупают цифровые синглы, чем целые альбомы. Так что мы сейчас выпустим ещё несколько синглов, у которых, я надеюсь, судьба будет такой же успешной, как у „Москвы“, возглавившей российские сводные чарты. А потом выйдет и альбом». По словам музыканта, в продвижение пластинки группа собирается весной 2012 года организовать большой концерт в московском СК «Олимпийский», где диджеи будут выходить на сцену и играть по короткому сету: «…мы на один вечер и одну ночь превратим „Олимпийский“ в клуб», — объяснял Романоф.

### Синглы
- «Москва»

Написанная Отто Нотманом, Татьяной Нотман и Андреем Ширманом, «Москва» была выпущена синглом 17 января 2012 года. «Москва» стала пятым синглом группы «Винтаж», возглавившим общий радиочарт портала Tophit и первым синглом добившимся такого успеха для DJ Smash (его предыдущий лучший сингл — песня «Волна», добравшаяся до 2 строчки радиочарта в 2008 году). Критика встретила новую работу группы со смешанными отзывами. На радио Power писали, что «судя по всему, после философских работ „Винтажа“, таких как „Деревья“ и „Мама-Америка“, группа нацелилась на танцполы, ну а Dj Smash решил сделать некое продолжение темы „Moscow Never Sleeps“». Яков Золотов в Dvjournal.ru также посчитал, что «Винтаж» решили сменить имидж и попробовать себя в танцевальном направлении. «После философской „Анечки“ некоторые поклонники с трудом приняли новый образ своих кумиров. Увенчается ли танцевальный эксперимент „Винтажа“ победой — узнаем этим летом», — писал журналист. «Москва» вошла в список двадцати самых популярных хитов года по версии телепередачи «Красная звезда» и портала RedStarMusic.ru и была номинирована на премию RU.TV 2012 в категории «Лучший танцевальный трек».
- «Нанана»

«Нанана» была выпущена 31 мая 2012 года как второй сингл из альбома. Песня стала российской версией трека «Cold Case Love» диджея Bobina. Композиция стала первым синглом группы, со времён выпуска их дебютного сингла «Мама Мия», который не попал в сотню лучших общего радиочарта портала Tophit. Булат Латыпов из «Афиши» дал песне и клипу положительную оценку. Он писал, что «огнедышащий дуэт Плетнёвой-Романоф после нарочито бодрой и крайне непритязательной „Москвы“ разрешился клипом на свежую песню „На-на-на“. И это батюшки мои что такое! Задраить все отсеки, на судне дискотека! Даже Салтыкова в образе наивной пейзанки из клипа „Я скучаю по тебе“ не была столь молочной. Не пришлось ко двору? Пройдите мимо нас и простите наше счастье».
- «Свежая вода»

Третьим синглом была выпущена композиция «Свежая вода», записанная с ChinKong.

### Промосинглы
- «Танцуй в последний раз»

25 октября «Винтаж» выпустила новый клип совместно с Ромой Кенга «Танцуй в последний раз», ставший промовидео-синглом с альбома. «Танцуй в последний раз» была представлена в конце октября и сообщалось, что песня станет новым синглом из альбома. Выпуск сингла в радиоротацию был запланирован на начало ноября 2012 года, но впоследствии был отменён. Для продвижения нового альбома группа сняла видеоклип на композицию, съёмки которого проходили в Киеве.
- «Play»

На песню «Play», записанную с DJ Kirill Clash, 14 марта 2013 года был выпущен видеоклип, презентованный на канале лейбла Velvet Music на YouTube.

## Реакция критики
| Оценки критиков | Оценки критиков |
| Источник        | Оценка          |
| --------------- | --------------- |
| Colta.ru        | (отрицательная) |
| Класс           | (7/10)          |
| МИА «Музыка»    | (1,75/10)       |
| NewsMusic.ru    | (5/10)          |
| МирМэджи        | (положительная) |

Наталья Югринова из Colta.ru дала негативный отзыв на альбом и писала, что по сравнению с предыдущим альбомом группы, новая работа звучит несовременно и взамен создания умных поп-песен, участники группы «принялись убеждать публику телом». «Very Dance и вправду звучит так, словно свет на танцполах не гас, дабстеп никогда не изобретали, а главным оплотом хипстерства остается „Европа Плюс“», — прокомментировала критик заявление солистки о том, что ориентиром альбома является московская клубная музыка середины 1990-х гг. Павел Юрченко из интернет-журнала «Класс» поставил пластинке оценку в 7 баллов из 10-и. Отмечая, что все тексты написаны про танцпол и любовь, а музыка строго выдержана в жанре данс-поп, журналист посчитал, что «альбомом Very Dance группа направила свой творческий путь в сторону западных клубов и уже стоит на входе, готовясь пройти фейс-контроль. Пока не хватает только крепкого англоязычного хита, с которым можно пойти, например, на штурм „Евровидения“. Если вам нравится такой настрой и танец может вас отвлечь от смысловой нагрузки текстов, то новая пластинка „Винтажа“ будет кстати и в вашем плей-листе». Негативную оценку Very Dance получил в МИА «Музыка», где ему поставили 1,75 балла из 10-и и назвали провальным. Отмечая отсутствие на альбоме настоящих хитов, в издании писали, что «„Винтаж“, скорее всего, не оправдал надежд поклонников и публики, хотя ярым фанатам коллектива, которым без разницы что слушать, пластинка понравится, и они будут отстаивать право на её существование, но время все расставит на свои места. Однако с подобным материалом, будущего у группы нет, а эта работа говорит лишь о деградировании, что печалит, ведь „Винтаж“ подавал большие надежды».
Дмитрий Прочухан из NewsMusic.ru также дал альбому смешанную оценку. По мнению автора рецензии, на альбоме присутствует однообразное синтетическое звучание и смену стиля группы он назвал неоправданной, хотя находил в альбоме несколько хитов и интересных песен («Свежая вода», «Hare Krishna» и др.), которые, по его мнению, в какой-то мере компенсируют в целом неудачную запись. На сайте «МирМэджи» диск получил хвалебный отзыв. В издании писали, что группе «Винтаж» удалось записать достойный коммерческий продукт: «Все оттенки электро-попа собранные под эгидой "Very Dance" довольно ясно очерчивают границы того, что сегодня в моде среди подрастающего поколения. Кроме того, этот альбом создаёт хорошую почву для рассуждений на тему, в каком ключе будет развиваться танцевальная музыка в ближайшие 10 лет». Журналист Яков Золотов также дал положительную оценку альбому и отмечал, что он оказался непохожим на то, что группа делала раньше: по его мнению, пластинка создана для развлечения, а не для «мыслей о высоком».

## Список композиций
| №   | Название                                          | Автор(ы)                                                         | Длительность |
| --- | ------------------------------------------------- | ---------------------------------------------------------------- | ------------ |
| 1.  | «Танцуй в последний раз» (feat. Рома Кенга)       | Рома Кенга                                                       | 5:06         |
| 2.  | «Play» (feat. Kirill Clash)                       | Kirill Clash, Алексей Романоф, В. Овсянников, Александр Сахаров  | 4:33         |
| 3.  | «Алиса» (feat. Юрий Усачёв)                       | Kirill Clash, Алексей Романоф, В. Овсянников, Александр Сахаров  | 3:15         |
| 4.  | «Нанана» (feat. Bobina)                           | Дмитрий Алмазов, Алексей Романоф, Adrian Broekhuyse & Raz Nitzan | 4:18         |
| 5.  | «Свежая вода» (feat. ChinKong)                    | Игорь Майский, Владимир Чиняев                                   | 5:01         |
| 6.  | «Kosmos (Солнце в кармане)» (feat. Сергей Галоян) | Сергей Галоян, Анна Плетнёва, Алексей Романоф, Александр Сахаров | 4:18         |
| 7.  | «Hare Krishna» (feat. DJ List)                    | DJ List, Алексей Романоф, Анна Плетнёва                          | 3:54         |
| 8.  | «Звезда (Русалочка)» (feat. DJ Feel)              | DJ Feel, Влад Семишев, Антон Кох                                 | 4:33         |
| 9.  | «Kill my business» (feat. DJ Грув)                | DJ Грув, Влад Семишев                                            | 3:26         |
| 10. | «Позови меня» (feat. Sasha Dith)                  | Sasha Dith, Алексей Романоф, Stephan Endermann, Антон Кох        | 3:54         |
| 11. | «Москва» (feat. DJ Smash)                         | Отто Нотман, Андрей Ширман, Татьяна Нотман                       | 4:14         |
| 12. | «Будем танцевать» (feat. Достучаться до небес)    | Отто Нотман, Татьяна Нотман                                      | 3:53         |
| 13. | «Very Dance (Небо, Море)»                         | Алексей Романоф, Александр Сахаров                               | 3:51         |

## Номинации и награды
| Год  | Награда       | Номинированная работа | Категория                | Результат |
| ---- | ------------- | --------------------- | ------------------------ | --------- |
| 2012 | Премия RU.TV  | «Москва»              | Лучший танцевальный трек | Номинация |
| 2012 | ZD Awards     | «Москва»              | Дуэт года                | Номинация |
| 2013 | Премия Муз-ТВ | «Москва»              | Лучший дуэт              | Номинация |
| 2013 | Премия Муз-ТВ | «Москва»              | Лучшее видео             | Победа    |
| 2013 | Премия RU.TV  | «Нанана»              | Движуха года             | Номинация |
| 2013 | Премия RU.TV  | «Свежая вода»         | Выбор пола               | Номинация |

## История релиза
| Регион | Дата           | Формат               | Лейбл                      |
| ------ | -------------- | -------------------- | -------------------------- |
| Россия | 7 февраля 2013 | Цифровая дистрибуция | Velvet Music               |
| Россия | 12 апреля 2013 | CD                   | Velvet Music Студия «Союз» |